# Manuel Doblado
Manuel Doblado là một đô thị thuộc bang Guanajuato, México. Năm 2005, dân số của đô thị này là 34313 người.